# William Baylis
William Henry „Will“ Baylis (* 15. April 1962 in San Francisco, Kalifornien) ist ein ehemaliger US-amerikanischer Segler.

## Erfolge
William Baylis nahm an den Olympischen Spielen 1988 in Seoul neben Robert Billingham als Crewmitglied des US-amerikanischen Bootes der Soling-Klasse von Skipper John Kostecki teil. Trotz dreier Siege in sieben Wettfahrten und lediglich 14 Gesamtpunkten mussten sie sich dem von Jochen Schümann angeführten deutschen Boot knapp geschlagen geben, das die Regatta mit 11,7 Punkten beendete. Baylis, Billingham und Kostecki wurden damit vor dem dänischen Boot um Jesper Bank Zweite und sicherten sich die Silbermedaille. Gemeinsam mit Kostecki und Billingham gewann Baylis vier Medaillen bei Weltmeisterschaften: 1985 wurden sie in Sarnia zunächst Dritte, ehe ihnen 1986 in La Trinité-sur-Mer und 1988 in Melbourne jeweils der Titelgewinn gelang. Dazwischen gewannen sie 1987 in Kiel Silber.
Nach den Olympischen Spielen wechselte Baylis zunächst zum Windsurfen, ehe er Ende der 1990er-Jahre wieder in größeren Bootsklassen segelte. Baylis, der auch ein Ingenieurstudium absolvierte, segelte unter anderem beim Louis Vuitton Cup.